# Місто майстрів (фільм)
«Місто майстрів» (рос. «Город мастеров») — білоруський радянський художній фільм-казка 1965 року режисера Володимира Бичкова за мотивами п'єси Тамари Габбе «Місто майстрів, або Казка про двох Горбунів».

## Сюжет
Середньовічне місто. Загарбники під проводом злого герцога напали на вільне місто Майстрів і поневолили його, встановивши жорстокі порядки. Лише небагатьом захисникам вдалося втекти з-під влади герцога у довколишні ліси...

## У ролях
- Георгій Лапето
- Маріанна Вертинська —Вероніка
- Лев Лемке
- Савелій Крамаров
- Олексій Барановський
- Василь Бичков
- Зіновій Гердт
- Леонід Каневський
- Ігор Комаров
- Володимир Кремена
- Карп Мукасян
- Миколас Зенонович
- Георгій Тейх
- Єлизавета Уварова
- Роман Філіппов
- Микола Харитонов
- Юрій Харченко
- Павло Шпрингфельд
- Роберт Святополк-Мирський
- Олег Каравайчук
- Віталій Щенніков
- Станіслав Щукін
- Андрій Юренєв
- Ігор Ясулович

## Творча група
- Сценарій: Микола Ердман
- Режисер: Володимир Бичков
- Оператор: Михайло Ардаб'євський, Олександр Княжинський
- Композитор: Олег Каравайчук, Олег Каравайчук